# 王詠誠
王詠誠（1998年12月29日—）是臺灣男子籃球運動員，場上主打大前鋒位置，現效力於超級籃球聯賽臺灣銀行。

## 生平
擁有U18亞青國手資歷的王詠誠2017年從能仁家商畢業後透過獨招升學至國立政治大學選擇傳播學院就讀，並加入剛成軍的政大雄鷹，2021年8月在超級籃球聯賽新人選秀會第二輪獲得高雄九太科技青睞，2022年8月轉戰T1聯盟高雄全家海神。2024年8月1日，王詠誠加盟超級籃球聯賽臺灣銀行。

## 外部連結
- 王詠誠的Instagram帳戶
- 王詠誠在fiba.basketball（英语）
- 王詠誠在archive.fiba.com（archived）（英语）
- 王詠誠在Eurobasket.com（球員）（英语）
- 王詠誠在RealGM（英语）
- 王詠誠在Flashscore（英语）